# 김연숙
김연숙(1958년 ~ )은 대한민국의 가수이다.

## 음반
- 1979년 뭐가뭔지모르겠네(데뷔곡)
- 1982년 나보다 더  나를 사랑하는 님이시여(2집)
- 1983년 그날
- 1987년 홀로 남으면
- 1988년 기다렸어요
- 2002년 마지막 선택 / 여자의 반란
- 2007년 스리살짝
- 2014년 달려와
- 2015년 과녁

## 홍보대사
- 2007년 제15회 한국인기연예대상 전통가요 공로상
- 2015년 한중일 동·하계 올림픽 노래 홍보대사

## 수상
- 1977년 전국노래자랑 우수상
- 2015년 제21회 대한민국 연예예술상 포크싱어상 수상